# 藤野清
藤野 清（ふじの きよし、1931年〈昭和6年〉 - ）は、日本の実業家、技術コンサルタントである。元宇部興産（現・UBE）専務取締役。

## 略歴
1931年（昭和6年）、山口県宇部市に生まれる。
終戦間近の1944年（昭和19年）、広島県広島市の広島陸軍幼年学校へ入校するが、翌1945年（昭和20年）6月に阿南惟幾陸軍大臣（当時）の命を受けて広島から疎開し、2ヶ月後の広島市への原子爆弾投下による被爆を免れた。藤野はこれを「お前たちは敗戦後の日本の復興に努力せよ」との遺言と受け止めている。
終戦後、九州大学工学部機械工学科へ進学し、1953年（昭和28年）に卒業。同年宇部興産に入社し、同社機械部門に配属される。油圧プレス設計係長、設計部長を歴任し、1973年（昭和48年）、同社取締役に就任。のち専務取締役に就任し、興産大橋上部工工事を請け負った宇部興産宇部鉄工所・富士車輌共同企業体の代表責任者を務める。
1987年（昭和62年）、同社専務取締役を退任し子会社のアルミホイール製造のユーモールド（のち宇部興産本体に吸収合併）社長に就任。1989年（平成元年）、同社社長を退任し会長に就任。1991年（平成3年）に再び同社社長へ復帰したのち、1994年（平成6年）、社長を退任し相談役に就任。
1998年（平成10年）、同社相談役を退任。その後、宇部市に有限会社藤野技術コンサルタントを設立し代表取締役に就任、現在に至る。